# Kalicilik (Demak)
Kalicilik is een bestuurslaag in het regentschap Demak van de provincie Midden-Java, Indonesië. Kalicilik telt 3244 inwoners (volkstelling 2010).